# Anna Karenina (film din 1985)
Anna Karenina este un film american de televiziune din 1985, regizat de Simon Langton și care i-a avut în rolurile principale pe Jacqueline Bisset și Christopher Reeve. Filmul este o adaptare a romanului omonim al lui Lev Tolstoi. 

## Rezumat
Anna Karenina este tânăra și eleganta soție a lui Alexei Karenin, un bogat nobil rus cu 20 de ani mai în vârstă. Ea este nefericită și trăiește doar pentru fiul ei, Serioja. Cu prilejul unui bal de la Moscova, ea îl întâlnește pe chipeșul conte Alexei Vronski. Vronski se îndrăgostește la prima vedere și o urmează la St. Petersburg, urmărind-o cu nerușinare. În cele din urmă, Anna cedează în fața sentimentelor ei pentru el și devine amanta lui. Deși ei sunt fericiți împreună, relația lor se năruie imediat după ce copilul îi moare la naștere. Karenin este impresionat profund de durerea ei și este de acord să o ierte. Cu toate acestea, Anna rămâne nefericită și, deși provoacă un scandalul în societatea respectabilă, ea își părăsește soțul pentru contele Vronski.
Folosindu-și fratele ca intermediar, Anna îl imploră iremediabil pe soțul ei să-i acorde divorțul. Karenin refuză cu indignare și nu îi permite să-l vadă pe Serioja. Înnebunită de durere pentru pierderea fiului ei, Anna devine din ce în ce mai deprimată și își mărește doza medicamentoasă de laudanum. În timp, ea devine iremediabil dependentă de medicamente. Femeia are un alt copil cu Vronski, dar contele este, de asemenea, sfâșiat între dragostea lui pentru Anna și tentația de a realiza o căsătorie respectabilă. Anna devine sigură că Vronski este pe cale să o părăsească și să căsătorească cu o femeie mai tânără. Ea se duce la gară și se sinucide, sărind în fața unui tren.
Vronski este devastat emoțional de moartea ei și se oferă voluntar pentru o "misiune sinucigașă" în războiul sârbilor împotriva turcilor. În timp ce călătorește pentru a se alătura regimentului său, el se întâlnește cu Konstantin Levin, care se căsătorise cu fosta iubită a lui Vronski, prințesa "Kitty" Șcerbațki. Levin încearcă să-l convingă pe Vronski de valoarea vieții. Cu toate acestea, Vronski poate vorbi doar despre cum arăta corpul Anei la gară. Ei se despart și Levin se întoarce la familia sa. El scrie întâmplările din film și semnează manuscrisul cu numele "Lev Tolstoi".

## Distribuție
- Jacqueline Bisset - Anna Arkadievna Karenina
- Christopher Reeve - contele Alexei Kirillovici Vronski
- Paul Scofield - Alexei Alexandrovici Karenin
- Ian Ogilvy - prințul Stepan Arkadievici Oblonski, "Stiva"
- Anna Massey - Betsy
- Joanna David - prințesa Daria Alexandrovna Oblonskaia, "Dolly"
- Judi Bowker - prințesa Ecaterina Alexandrovna Șcerbațki, "Kitty"
- Valerie Lush - Annușka
- Judy Campbell - contesa Vronskaia

## Producție
Actorul Christopher Reeve, potrivit autobiografiei sale "Still Me", a susținut că, în timp ce juca în acest film, el a învățat să călărească, apoi a început să-i placă acest lucru; zece ani mai târziu, în 1995, el a suferit un tragic accident de călărie, când a căzut de pe cal și a paralizat.